# روسانا پودستا
روسانا پودستا (انگلیسی: Rossana Podestà؛ ‏ ۲۰ ژوئن ۱۹۳۴ – ۱۰ دسامبر ۲۰۱۳) بازیگر اهل ایتالیا بود.
از فیلم‌هایی که وی در آن نقش داشته‌است، می‌توان به گربه مامان، مرد سال، مرد هوسران، عاشقان یکشنبه، شمشیر و صلیب، کشیش متأهل، زنان روستایی کم‌حرف و فردا هم روز خداست اشاره کرد.